# Tour de France 2024/17. Etappe
Die 17. Etappe der Tour de France 2024 fand am 17. Juli 2024 statt. Sie führte die 111. Austragung des französischen Etappenrennens ins Dévoluy-Massiv in den Alpen. Der Start erfolgt in Saint-Paul-Trois-Châteaux, ehe es über 177,8 Kilometer ins Ski-Resort SuperDévoluy ging, das auf einer Höhe von 1502 Metern liegt. Im Finale musste zunächst der Col Bayard überquert werden, ehe wenige Kilometer vor dem Ziel der Col du Noyer passiert wurde. Nach der Etappe hatten die Fahrer 3006,6 Kilometer absolviert, was 85,97 % der Gesamtdistanz entspricht.
Den Etappensieg sicherte sich der Ecuadorianer Richard Carapaz (EF Education-EasyPost), nachdem er sich rund 13 Kilometer vor dem Ziel im Anstieg des Col du Noyer als Solist absetzen konnte. Dahinter folgten Simon Yates (Team Jayco AlUla) und Enric Mas (Movistar Team) mit 37 bzw. 57 Sekunden Rückstand. Tadej Pogačar (UAE Team Emirates) verteidigte das Gelbe Trikot.

## Streckenverlauf
Der neutralisierte Start erfolgte in Saint-Paul-Trois-Châteaux auf dem Cours des Platanes. Über die D133, Avenue Frédéric Mistral und Avenue de la Résistance ging es auf die D59, über die die Fahrer das Ortsgebiet verließen. Das Rennen wurde auf der D59 nach 5,3 Kilometern in der Gemeinde Saint-Restitut freigegeben.
Nach dem offiziellen Start führte die Strecke über Suze-la-Rousse und Tulette nach Nyons, ehe es entlang der Aigues weiter Richtung Westen ging. Weiters wurden auf der leicht ansteigenden D94 und D994 Verclause, Rosans und Moydans durchfahren. Nach rund 80 Kilometern erreichten die Fahrer die Passhöhe des Col la Saulce (877 m), auf dem jedoch keine Bergwertung abgenommen wurde. Im Anschluss erfolgte eine flache Abfahrt nach Serres, ehe es wieder leicht ansteigend nach Veynes ging. Hier wurde bei Kilometer 114,8 der einzige Zwischensprint ausgefahren.
Nachdem Gap erreicht wurde, begann mit der Auffahrt auf den Col Bayard (1246 m) die finale Phase der Etappe. Dieser wies auf einer Länge von 6,8 Kilometern eine durchschnittliche Steigung von 7,3 % auf und galt als Bergwertung der 2. Kategorie. Die Passhöhe wurde 32,1 Kilometer vor dem Ziel erreicht, ehe die anschließende Abfahrt auf der breiten N85 erfolgte. Kurz vor Poligny bogen die Fahrer auf die schmale D17 ab, ehe es nach Le Noyer ging, wo die Straße auf der D17T deutlich zu steigen begann. Die Fahrer befanden sich nun im 7,5 Kilometer langen Anstieg des Col du Noyer (1664 m), der eine durchschnittliche Steigung von 8,1 % aufwies und im oberen Abschnitt Kilometerschnitte von über 10 % beinhaltete. Auf der Passhöhe wurde 11,5 Kilometer vor dem Ziel eine Bergwertung der 1. Kategorie abgenommen, ehe eine schnelle Abfahrt nach Le Dévoluy führte. Bereits im Ortsteil Le Pré bogen die Fahrer links auf D17B ab, die auf den letzten 3,8 Kilometern mit 5,9 % zum Zielstrich führte, der sich im Ski-Resort SuperDévoluy auf einer Höhe von 1502 Metern befand. Im Ziel wurde eine Bergwertung der 3. Kategorie abgenommen.
|                            | Ort                                            | Kilometer | Länge (km) | Höhe (m) | Ø Steigung | max. Steigung |
| -------------------------- | ---------------------------------------------- | --------- | ---------- | -------- | ---------- | ------------- |
| neutralisierter Start      | Saint-Paul-Trois-Châteaux (Cours des Platanes) | −5,3      |            |          |            |               |
| offizieller Start          | Saint-Restitut (D59)                           | 0,0       |            |          |            |               |
| Zwischensprint             | Veynes                                         | 114,8     |            |          |            |               |
| Bergwertung (2. Kategorie) | Col Bayard                                     | 145,7     | 6,8        | 1246     | 7,3 %      |               |
| Bergwertung (1. Kategorie) | Col du Noyer                                   | 166,3     | 7,5        | 1664     | 8,1 %      |               |
| Bergwertung (3. Kategorie) | SuperDévoluy                                   | 177,8     | 3,8        | 1502     | 5,9 %      |               |
| Ziel                       | SuperDévoluy                                   | 177,8     |            |          |            |               |

## Rennverlauf
Mit Phil Bauhaus (Bahrain Victorious) und Elmar Reinders (Jayco AlUla) gingen zwei Fahrer nicht an den Start der 17. Etappe. In der frühen Rennphase nutzte das Team Visma-Lease a Bike den starken Wind und schlug ein hohes Tempo an. Zeitweise wurden auch einige Fahrer abgehängt, die den Anschluss zum Peloton jedoch wieder herstellen konnten. Nach rund 30 Kilometern kam es zu den ersten Angriffen im Hauptfeld, wobei sich zunächst keine Gruppe entscheidend lösen konnte. Nach rund 55 Kilometern setzten sich mit Bob Jungels (Red Bull–Bora–Hansgrohe), Romain Grégoire (Groupama-FDJ), Tiesj Benoot (Visma-Lease a Bike) und Magnus Cort Nielsen (Uno-X Mobility) vier Fahrer vom Peloton ab. Die Gruppe konnte zunächst jedoch nur einen kleinen Vorsprung von weniger als einer Minute herausfahren, da es zu weiteren Angriffen im Hauptfeld kam. Magnus Cort Nielsen führte vor Romain Grégoire, Tiesj Benoot und Bob Jungels über den Zwischensprint, ehe sich dahinter Biniam Girmay (Intermarché-Wanty) vor Jasper Philipsen (Alpecin-Deceuninck) die weiteren Punkte sicherte. Der Eritreer verteidigte somit seinen Vorsprung in der Punktewertung.
Rund 50 Kilometer vor dem Ziel lösten sich 43 Fahrer vom Hauptfeld. Simon Yates (Jayco AlUla) wies dabei mit einem Rückstand von 35 Minuten und neun Sekunden den geringsten Abstand in der Gesamtwertung auf. Am Fuße der ersten Bergwertung, dem Col Bayard lag die große Verfolgergruppe eineinhalb Minuten hinter der Spitzengruppe. Das Hauptfeld lag bereits rund fünf Minuten zurück. Magnus Cort Nielsen führte vor Roman Grégoire und Bob Jungels über die Passhöhe, während Guillaume Martin (Cofidis) und Valentin Madouas (Groupama-FDJ) versuchten, gemeinsam zur Spitze des Rennens aufzuschließen. Das Hauptfeld büßte unterdessen noch mehr Zeit ein und überquerte den Col Bayard mit sechs Minuten Rückstand. Auf den ersten Kilometern des Col du Noyer schlossen Guillaume Martin und Valentin Madouas zu der Spitzengruppe auf, während die 29 verbliebenen Verfolger rund 45 Sekunden zurücklagen. Nun griff auch Simon Yates an. Der Brite holte die Führenden rasch ein und distanzierte diese kurz darauf. Er setzte sich als Solist an die Spitze des Rennens, ehe auch Richard Carapaz (EF Education-EasyPost) und Stephen Williams (Israel-Premier Tech) an der ehemaligen Spitzengruppe vorbeifuhren. Rund 15 Kilometer vor dem Ziel schloss Richard Carapaz zu Simon Yates auf und hängte den Briten wenige Kilometer vor der Passhöhe ab. Er ging mit einem Vorsprung von rund 15 Sekunden in die anschließende Abfahrt. Auf den letzten leicht ansteigenden Kilometern nach SuperDévoluy ließ sich Richard Carapaz nicht mehr einholen und gewann die Etappe mit einem Vorsprung von 37 Sekunden vor Simon Yates. Etappendritter wurde der Spanier Enric Mas (Movistar) mit einem Rückstand von 57 Sekunden.
Im Hauptfeld forcierte zunächst Giulio Ciccone (Lidl-Trek) das Tempo, ehe Tadej Pogačar (UAE Team Emirates) auf den steileren Rampen des oberen Abschnitts angriff. Weder Jonas Vingegaard (Visma-Lease a Bike) noch Remco Evenepoel (Soudal Quick-Step) konnten dem Slowenen folgen, der mit einem Vorsprung von wenigen Sekunden über die Passhöhe des Col du Noyer fuhr. Dahinter folgte Remco Evenepoel, der Jonas Vingegaard abgehängt hatte. In der Abfahrt wurden die Lücken zwischen den drei Bestplatzierten der Gesamtwertung geschlossen, wobei Jonas Vingegaard Unterstützung von Christophe Laporte (Visma-Lease a Bike) erhielt, der sich zuvor mit der Verfolgergruppe abgesetzt hatte. Im Schlussanstieg nach SuperDévoluy griff Remco Evenepoel rund drei Kilometer vor dem Ziel an und konnte eine kleine Lücke herausfahren. Der Belgier schloss zu dem Hinterrad seines Teamkollegen Jan Hirt (Soudal Quick-Step) auf, der ihm half, seinen Vorsprung weiter auszubauen. Dahinter übernahm Tiesj Benoot (Visma-Lease a Bike) die Tempoarbeit und versuchte, die Lücke zu dem Gesamtdritten zu schließen, was ihm jedoch nicht gelang. Schlussendlich erreichte Remco Evenepoel das Ziel als 26. mit einem Rückstand von sieben Minuten und 13 Sekunden. Dahinter folgte Tadej Pogačar mit weiteren zehn Sekunden Rückstand, ehe Jonas Vingegaard zwei Sekunden später über den Zielstrich fuhr. Der Däne hatte im Zielsprint nicht an dem Hinterrad des Gesamtführenden bleiben können. Die weiteren Gesamtklassement-Fahrer erreichten das Ziel mit einem Rückstand von neun Minuten und 26 Sekunden.
In der Gesamtwertung baute Tadej Pogačar seinen Vorsprung auf drei Minuten und elf Sekunden aus. Remco Evenepoel, der weiterhin die Nachwuchswertung anführte, machte zwölf Sekunden auf Jonas Vingegaard gut und lag nun mit einem Rückstand von fünf Minuten und neun Sekunden auf dem dritten Gesamtrang. Der Gesamtvierte João Almeida (UAE Team Emirates) wies bereits einen Rückstand von fast 13 Minuten auf. In der Punktewertung lag Biniam Girmay nun 33 Punkte vor Jasper Philipsen. In der Bergwertung behielt Tadej Pogačar vor Jonas Vingegaard die Führung. Das UAE Team Emirates führte nach wie vor die Mannschaftswertung an. Der 21-jährige Roman Grégoire, der sich in der ursprünglichen Ausreißergruppe befunden hatte, wurde zum kämpferischsten Fahrer gewählt. Neben den beiden Nicht-Startern gaben Alexei Luzenko (Astana Qazaqstan), Fernando Gaviria (Movistar) und Sam Bennett (Decathlon AG2R La Mondiale) das Rennen auf, womit noch 145 Fahrer in der Rundfahrt verblieben.

## Ergebnis
| \| Etappenergebnis \| Etappenergebnis \| Etappenergebnis \| Etappenergebnis \| Etappenergebnis \| \| Fahrer \| Fahrer \| Land \| Team \| Zeit \| \| --------------- \| ------------------- \| ---------------------- \| ------------------------- \| --------------- \| \| 1. \| Richard Carapaz \| Ecuador \| EF Education-EasyPost \| 4 h 06 min 13 s \| \| 2. \| Simon Yates \| Vereinigtes Königreich \| Team Jayco AlUla \| + 37 s \| \| 3. \| Enric Mas \| Spanien \| Movistar Team \| + 57 s \| \| 4. \| Laurens De Plus \| Belgien \| Ineos Grenadiers \| + 1 min 44 s \| \| 5. \| Oscar Onley \| Vereinigtes Königreich \| Team dsm-firmenich PostNL \| + 1 min 44 s \| \| 6. \| Guillaume Martin \| Frankreich \| Cofidis \| + 2 min 36 s \| \| 7. \| Magnus Cort Nielsen \| Dänemark \| Uno-X Mobility \| + 2 min 38 s \| \| 8. \| Wout Poels \| Niederlande \| Bahrain Victorious \| + 2 min 39 s \| \| 9. \| Jordan Jegat \| Frankreich \| TotalEnergies \| + 2 min 39 s \| \| 10. \| Alex Aranburu \| Spanien \| Movistar Team \| + 2 min 39 s \| |                     |                        |                           |                 |
| |                     |                        |                           |                 |
| Quellen: ProCyclingStats Cycling Quotient |                     |                        |                           |                 |
| Etappenergebnis |                     |                        |                           |                 |
| Fahrer | Fahrer              | Land                   | Team                      | Zeit            |
| 1. | Richard Carapaz     | Ecuador                | EF Education-EasyPost     | 4 h 06 min 13 s |
| 2. | Simon Yates         | Vereinigtes Königreich | Team Jayco AlUla          | + 37 s          |
| 3. | Enric Mas           | Spanien                | Movistar Team             | + 57 s          |
| 4. | Laurens De Plus     | Belgien                | Ineos Grenadiers          | + 1 min 44 s    |
| 5. | Oscar Onley         | Vereinigtes Königreich | Team dsm-firmenich PostNL | + 1 min 44 s    |
| 6. | Guillaume Martin    | Frankreich             | Cofidis                   | + 2 min 36 s    |
| 7. | Magnus Cort Nielsen | Dänemark               | Uno-X Mobility            | + 2 min 38 s    |
| 8. | Wout Poels          | Niederlande            | Bahrain Victorious        | + 2 min 39 s    |
| 9. | Jordan Jegat        | Frankreich             | TotalEnergies             | + 2 min 39 s    |
| 10. | Alex Aranburu       | Spanien                | Movistar Team             | + 2 min 39 s    |

## Gesamtstände
| \| Gesamtwertung \| Gesamtwertung \| Gesamtwertung \| Gesamtwertung \| Gesamtwertung \| \| Fahrer \| Fahrer \| Land \| Team \| Zeit \| \| ------------- \| ----------------- \| ---------------------- \| -------------------------- \| ---------------- \| \| 1. \| Tadej Pogačar \| Slowenien \| UAE Team Emirates \| 70 h 21 min 27 s \| \| 2. \| Jonas Vingegaard \| Dänemark \| Team Visma \\| Lease a Bike \| + 3 min 11 s \| \| 3. \| Remco Evenepoel \| Belgien \| Soudal Quick-Step \| + 5 min 09 s \| \| 4. \| João Almeida \| Portugal \| UAE Team Emirates \| + 12 min 57 s \| \| 5. \| Mikel Landa \| Spanien \| Soudal Quick-Step \| + 13 min 24 s \| \| 6. \| Carlos Rodríguez \| Spanien \| Ineos Grenadiers \| + 13 min 30 s \| \| 7. \| Adam Yates \| Vereinigtes Königreich \| UAE Team Emirates \| + 15 min 41 s \| \| 8. \| Giulio Ciccone \| Italien \| Lidl-Trek \| + 17 min 51 s \| \| 9. \| Derek Gee \| Kanada \| Israel-Premier Tech \| + 18 min 15 s \| \| 10. \| Santiago Buitrago \| Kolumbien \| Bahrain Victorious \| + 18 min 35 s \| |                   |                        |                            |                  |
| |                   |                        |                            |                  |
| Quellen: ProCyclingStats Cycling Quotient |                   |                        |                            |                  |
| Gesamtwertung |                   |                        |                            |                  |
| Fahrer | Fahrer            | Land                   | Team                       | Zeit             |
| 1. | Tadej Pogačar     | Slowenien              | UAE Team Emirates          | 70 h 21 min 27 s |
| 2. | Jonas Vingegaard  | Dänemark               | Team Visma \| Lease a Bike | + 3 min 11 s     |
| 3. | Remco Evenepoel   | Belgien                | Soudal Quick-Step          | + 5 min 09 s     |
| 4. | João Almeida      | Portugal               | UAE Team Emirates          | + 12 min 57 s    |
| 5. | Mikel Landa       | Spanien                | Soudal Quick-Step          | + 13 min 24 s    |
| 6. | Carlos Rodríguez  | Spanien                | Ineos Grenadiers           | + 13 min 30 s    |
| 7. | Adam Yates        | Vereinigtes Königreich | UAE Team Emirates          | + 15 min 41 s    |
| 8. | Giulio Ciccone    | Italien                | Lidl-Trek                  | + 17 min 51 s    |
| 9. | Derek Gee         | Kanada                 | Israel-Premier Tech        | + 18 min 15 s    |
| 10. | Santiago Buitrago | Kolumbien              | Bahrain Victorious         | + 18 min 35 s    |

| Punktewertung | Punktewertung    | Punktewertung | Punktewertung              | Punktewertung |
| Fahrer        | Fahrer           | Land          | Team                       | Punkte        |
| ------------- | ---------------- | ------------- | -------------------------- | ------------- |
| 1.            | Biniam Girmay    | Eritrea       | Intermarché-Wanty          | 387 P.        |
| 2.            | Jasper Philipsen | Belgien       | Alpecin-Deceuninck         | 354 P.        |
| 3.            | Bryan Coquard    | Frankreich    | Cofidis                    | 188 P.        |
| 4.            | Anthony Turgis   | Frankreich    | TotalEnergies              | 163 P.        |
| 5.            | Arnaud De Lie    | Belgien       | Lotto Dstny                | 161 P.        |
| 6.            | Tadej Pogačar    | Slowenien     | UAE Team Emirates          | 136 P.        |
| 7.            | Jonas Abrahamsen | Norwegen      | Uno-X Mobility             | 136 P.        |
| 8.            | Wout van Aert    | Belgien       | Team Visma \| Lease a Bike | 130 P.        |
| 9.            | Pascal Ackermann | Deutschland   | Israel-Premier Tech        | 118 P.        |
| 10.           | Remco Evenepoel  | Belgien       | Soudal Quick-Step          | 112 P.        |

| Bergwertung | Bergwertung      | Bergwertung | Bergwertung                | Bergwertung |
| Fahrer      | Fahrer           | Land        | Team                       | Punkte      |
| ----------- | ---------------- | ----------- | -------------------------- | ----------- |
| 1.          | Tadej Pogačar    | Slowenien   | UAE Team Emirates          | 77 P.       |
| 2.          | Jonas Vingegaard | Dänemark    | Team Visma \| Lease a Bike | 58 P.       |
| 3.          | Remco Evenepoel  | Belgien     | Soudal Quick-Step          | 42 P.       |
| 4.          | Jonas Abrahamsen | Norwegen    | Uno-X Mobility             | 36 P.       |
| 5.          | Oier Lazkano     | Spanien     | Movistar Team              | 35 P.       |
| 6.          | Richard Carapaz  | Ecuador     | EF Education-EasyPost      | 34 P.       |
| 7.          | David Gaudu      | Frankreich  | Groupama-FDJ               | 30 P.       |
| 8.          | Carlos Rodríguez | Spanien     | Ineos Grenadiers           | 24 P.       |
| 9.          | Ben Healy        | Irland      | EF Education-EasyPost      | 21 P.       |
| 10.         | Javier Romo      | Spanien     | Movistar Team              | 18 P.       |

| Nachwuchswertung | Nachwuchswertung           | Nachwuchswertung       | Nachwuchswertung           | Nachwuchswertung  |
| Fahrer           | Fahrer                     | Land                   | Team                       | Zeit              |
| ---------------- | -------------------------- | ---------------------- | -------------------------- | ----------------- |
| 1.               | Remco Evenepoel            | Belgien                | Soudal Quick-Step          | 70 h 26 min 36 s  |
| 2.               | Carlos Rodríguez           | Spanien                | Ineos Grenadiers           | + 8 min 21 s      |
| 3.               | Santiago Buitrago          | Kolumbien              | Bahrain Victorious         | + 13 min 26 s     |
| 4.               | Matteo Jorgenson           | Vereinigte Staaten     | Team Visma \| Lease a Bike | + 17 min 09 s     |
| 5.               | Ben Healy                  | Irland                 | EF Education-EasyPost      | + 34 min 24 s     |
| 6.               | Javier Romo                | Spanien                | Movistar Team              | + 51 min 14 s     |
| 7.               | Ilan Van Wilder            | Belgien                | Soudal Quick-Step          | + 1 h 11 min 35 s |
| 8.               | Jordan Jegat               | Frankreich             | TotalEnergies              | + 1 h 38 min 30 s |
| 9.               | Tobias Halland Johannessen | Norwegen               | Uno-X Mobility             | + 1 h 39 min 05 s |
| 10.              | Oscar Onley                | Vereinigtes Königreich | Team dsm-firmenich PostNL  | + 1 h 45 min 04 s |

| Mannschaftswertung | Mannschaftswertung         | Mannschaftswertung           | Mannschaftswertung |
| Team               | Team                       | Land                         | Zeit               |
| ------------------ | -------------------------- | ---------------------------- | ------------------ |
| 1.                 | UAE Team Emirates          | Vereinigte Arabische Emirate | 211 h 29 min 24 s  |
| 2.                 | Team Visma \| Lease a Bike | Niederlande                  | + 54 min 18 s      |
| 3.                 | Soudal Quick-Step          | Belgien                      | + 59 min 21 s      |
| 4.                 | Ineos Grenadiers           | Vereinigtes Königreich       | + 1 h 16 min 27 s  |
| 5.                 | Lidl-Trek                  | Vereinigte Staaten           | + 1 h 55 min 24 s  |
| 6.                 | Movistar Team              | Spanien                      | + 2 h 18 min 34 s  |
| 7.                 | Bahrain Victorious         | Bahrain                      | + 2 h 24 min 50 s  |
| 8.                 | Red Bull-Bora-Hansgrohe    | Deutschland                  | + 2 h 31 min 03 s  |
| 9.                 | EF Education-EasyPost      | Vereinigte Staaten           | + 2 h 33 min 42 s  |
| 10.                | Decathlon-AG2R La Mondiale | Frankreich                   | + 3 h 09 min 28 s  |

## Ausgeschiedene Fahrer
- Sam Bennett (Decathlon AG2R La Mondiale Team): aufgegeben
- Fernando Gaviria (Movistar Team): aufgegeben
- Alexey Lutsenko (Astana Qazaqstan Team): aufgegeben
- Phil Bauhaus (Bahrain Victorious): nicht gestartet
- Elmar Reinders (Team Jayco AlUla): aufgrund der Geburt seines Kindes nicht gestartet[4]

## Trivia
Richard Carapaz konnte als erster Ecuadorianer eine Etappe bei der Tour de France gewinnen. Zudem schaffte er es als 110. Fahrer zumindest eine Etappe bei jeder der drei Grand Tours für sich zu entscheiden.